# ピンチ・グリップ
ピンチ・グリップ(pinch grip)は、ウエイトトレーニングの種目の一つ。握力を高めることができる。

## 具体的動作

### ピンチ・グリップ(プレート)
1. プレートを2枚合わせる。片側は親指、反対側は残りの指を添える。
2. 2枚のプレートを合わせたまま持ち上げ、12~20秒キープする。

最初は軽いプレートからはじめ、慣れてきたら重いプレートに移行していく。

### ピンチ・グリップ(マシン)
レバレッジ(てこ)式のマシンについて解説する。
1. マシンにプレートをセットする。片側は親指、反対側は人差指、または人差指と中指を添える。
2. 息を吐きながら指を閉じる。
3. 十分に閉じたら息を吸いながら元の姿勢に戻る。
4. 2~3を繰り返す。